# Susurluk (district)
Susurluk is een Turks district in de provincie Balıkesir en telt 42.726 inwoners (2007). Het district heeft een oppervlakte van 644,8 km².
De bevolkingsontwikkeling van het district is weergegeven in onderstaande tabel.
| 1997   | 2000   | 2007   |
| ------ | ------ | ------ |
| 42.421 | 43.107 | 42.726 |